# Lodge Grass
Lodge Grass è una città degli Stati Uniti d'America situata nel Montana, nella Contea di Big Horn.